# Fucking Trans Women
Fucking Trans Women (FTW) é um zine criado por Mira Bellwether [en]. Uma única edição de 80 páginas, numerada como “#0”, foi publicada em outubro de 2010 e republicada em 2013 com o título Fucking Trans Women: A Zine About the Sex Lives of Trans Women. Outras edições foram planejadas, mas nenhuma foi publicada antes da morte de Bellwether em dezembro de 2022. Bellwether escreveu todos os artigos da edição, que exploram uma variedade de atividades sexuais envolvendo mulheres trans, com foco principal naquelas que são pré-operatórias ou não operadas em relação à cirurgia de redesignação sexual.
Fucking Trans Women foi a primeira publicação de destaque a abordar o tema do sexo com mulheres trans, sendo inovadora ao centrar-se nas perspectivas das próprias mulheres trans e ao incluir instruções detalhadas para muitos dos atos sexuais descritos. O zine destacou práticas sexuais possíveis com pênis flácidos ou que não envolviam o uso do pênis, cunhando o termo muffing para se referir à estimulação dos canais inguinais, uma prática que o zine ajudou a popularizar.
A publicação recebeu atenção tanto da cultura popular quanto de acadêmicos. Foi descrita na Sexuality & Culture [en] como “um guia abrangente para a sexualidade das mulheres trans” e na Playboy como “amplamente considerado” o “guia mais detalhado sobre relações sexuais com corpos femininos trans pré-operatórios e não operados”.

## Histórico
Mira Bellwether, uma autodenominada “sapatão trans” que vivia no estado americano de Iowa, criou o zine ao longo de “um ano ou mais”. Ela se inspirou em parte na revista Drag dos anos 1970-1980 e no que descreveu como “um espírito de irmandade e cooperação entre drag queens, transexuais e crossdressers manifestado em artigos que falavam sobre nossos pontos em comum e experiências compartilhadas, bem como nossas lutas políticas compartilhadas entre comunidades”. Ela pretendia publicar um zine com contribuições de outras pessoas, mas achou o material insuficiente; em vez disso, optou por fazer do zine um trabalho solo e numerá-lo como “#0” para deixar espaço para um “#1” com contribuições de outras pessoas. Em uma entrevista com Kennedy Nadler, da Autostraddle [en], em 2013, ela escreveu que “queria falar sobre aspectos da nossa sexualidade que quase nunca recebem atenção na mídia: nós que gostamos de sexo com outras mulheres, trans ou não, e algumas das dificuldades (bem como os prazeres únicos) das mulheres trans que fazem sexo com mulheres cis”.
Fucking Trans Women #0 foi publicado on-line em outubro de 2010, anunciado como um “gigante de 80 páginas”. A Bellwether o republicou em versão impressa por meio do CreateSpace [en] em agosto de 2013, sem o “#0” e com o subtítulo A Zine About the Sex Lives of Trans Women (Um zine sobre a vida sexual de mulheres trans).

## Design
A capa do zine apresenta uma mulher usando collant (com uma protuberância visível na região da virilha) e uma jaqueta aberta, segurando um chicote. Aos seus pés, figuras indistintas aparecem correndo em um ringue.
Rachel Stevens e Megan Purdy, da WomenWriteAboutComics [en], descreveram o design como “intencionalmente desorganizado”. O zine é em preto e branco, com artigos sobrepostos a imagens em escala de cinza de mulheres nuas ou em poses eróticas. Para muitos dos atos descritos por Bellwether, não havia diagramas científicos disponíveis, o que a levou a criar suas próprias ilustrações. Essa abordagem foi considerada inovadora para a época.

## Conteúdo
Acho que uma das ideias em 'FTW' de que mais me orgulho é que o pênis pode ser um órgão para receber prazer em qualquer estado.

Mira Bellwether, em entrevista para a Autostraddle
Em vez de estabelecer uma narrativa coesa, Bellwether concentrou-se nas experiências físicas das mulheres trans. Ela destacou como os corpos das mulheres trans diferem dos corpos dos homens cis e como se assemelham aos corpos das mulheres cis, comparando, por exemplo, as estruturas do pênis e do clitóris. Bellwether tinha um pênis e, por isso, focou sua abordagem na perspectiva de mulheres trans pré-operatórias e não operadas (aquelas que não realizaram cirurgia de redesignação sexual). Ela enfatizou os atos sexuais possíveis com pênis flácidos, associando a disfunção erétil induzida pela terapia hormonal feminizante ao prazer, e não à falta de satisfação sexual. Bellwether criticou o fato de “quase todo o discurso sexual sobre o pênis” girar em torno de “pênis eretos, pênis duros, pênis penetrantes”. Além disso, ela explicou como mulheres trans com pênis podem usar vibradores com alça, o que pode ser mais prazeroso e permite que elas definam o significado de suas partes corporais.

Quero cair em seus braços e ser abraçada com toda a força que puder, porque sou linda e especial. Não quero me perguntar se você tem medo de me tocar, quero saber que você não tem.

Bellwether, Fucking Trans Women #0, "Touch", p. 48
Outro ponto importante abordado por Bellwether foi a inervação dos corpos das mulheres trans. Ela descreveu a “teia espessa” de nervos que cobrem as áreas genitais das mulheres trans e sugeriu maneiras de estimulá-los para proporcionar prazer, como a estimulação do períneo. Bellwether ressaltou a importância de os parceiros das mulheres trans sentirem-se à vontade para tocar seus corpos, em vez de evitar o contato por medo de causar desconforto.
Bellwether cunhou o termo muffing para se referir ao ato de invaginar o escroto e penetrar os canais inguinais, uma prática que a edição Fucking Trans Women #0 ajudou a popularizar. As variações dessa técnica incluem empurrar os testículos para dentro e para fora dos canais inguinais, o que Bellwether chamou de “autopenetração”; pressionar os testículos para dentro e massagear a região do canal; e estimular os canais com os dedos, sem envolver os testículos. Essa técnica de masturbação ativa os nervos ilioinguinal e genitofemoral [en]. Muitas mulheres trans já estão familiarizadas com a inserção dos testículos nos canais inguinais no contexto do tucking, prática que inspirou Bellwether a explorar essa abordagem. (A acadêmica Lucie Fielding observa que Bellwether provavelmente não foi a primeira a idealizar essa prática. Grace Elisabeth Lavery [en] cita o livro Autobiography of an Androgyne (1918), de Jennie June [en], como uma descrição anterior do mesmo método.)
Bellwether enfatizou a necessidade de as mulheres trans aprenderem como seus próprios corpos funcionam, descrevendo uma “ciência louca e sexy (jalecos brancos e luvas de couro opcionais)” que parte de dados para chegar a conclusões e ela se dirigiu aos leitores como “colegas cartógrafos genitais” e rejeitou tentativas de atribuir significados profundos ou simbólicos aos órgãos genitais das pessoas trans, escrevendo: “o que tenho entre as pernas não é uma metáfora ou uma analogia, mas algo novo e maravilhoso” e “meu corpo é o corpo de uma mulher, e parte dele é meu pênis, o pênis de uma mulher”. No contexto do muffing, Bellwether referiu-se aos canais inguinais como “vulva”, um exemplo do fenômeno mais amplo de pessoas trans renomeando suas partes corporais, como observado por Lucie Fielding em Trans Sex. Bellwether também descreveu o “tubo sensível e carnudo de carne com todos os nervos e vasos sanguíneos” como pênis para fins de compreensão, sem afirmar que esse termo seja objetivamente correto.

## Recepção e impacto
Fucking Trans Women foi destacado por Greta R. Bauer e Rebecca Hammond no Canadian Journal of Human Sexuality [en] como um recurso relevante para a saúde sexual de pessoas trans. Shoshanna Rosenberg e colaboradores, em Sexuality & Culture, descreveram o zine como “um guia abrangente para a sexualidade das mulheres trans”. A técnica do muffing, em particular, chamou a atenção de veículos da cultura popular, como Playboy, Broadly, Autostraddle e The Daily Dot. A prática foi promovida pela acadêmica Lucie Fielding em uma coluna de conselhos sexuais de Jessica Stoya [en] na Slate. Tobi Hill-Meyer, da Autostraddle, observou que “a familiaridade com a região devido ao tucking levou muitas mulheres trans a explorar essa área, e, para aquelas que lidam com disforia genital, ser penetrada pela frente pode ter um significado profundo”. Katelyn Burns, da Playboy, destacou que o muffing é menos propenso a induzir disforia e descreveu Fucking Trans Women como “amplamente considerado o primeiro e mais aprofundado guia para relações sexuais com corpos femininos trans pré-operatórios e não operados”. Carla Pfeffer, no Journal of Homosexuality, e Constance Augusta Zaber, no Book Riot, também caracterizaram o zine como pioneiro nesse sentido.
No livro Trans Sex, Fielding descreve um processo de “mistificação”, que envolve transcender a “realidade habitual” do próprio corpo. Ela identifica como fundamental a declaração de Bellwether em Fucking Trans Women de que “a forma do corpo de alguém não determina necessariamente o que esse corpo significa, como funciona ou o que pode fazer”. Fielding cita essa afirmação para refutar a ideia de que todas as mulheres trans pós-operadas desejam se envolver em penetração vaginal. Ana Valens, do The Daily Dot, elogiou especialmente a crítica ao falocentrismo presente no zine. Ao escrever guias de sexo para o site e para a Allure, Valens citou Bellwether ao discutir a inervação das áreas genitais das mulheres trans, em vez de focar exclusivamente no pênis. Em um artigo de 2022 para The Mary Sue, Valens referiu-se a Fucking Trans Women como “o padrão-ouro em sexo transfeminino e masturbação”, destacando que, 12 anos após sua primeira publicação, ele continua sendo “um dos melhores recursos para pessoas transfemininas que têm pênis”.
Rachel Stevens, da Women Write About Comics, elogiou a mensagem de Bellwether para as mulheres trans de que elas não precisam imitar a pornografia transgênero [en]. Sua colega Morgan Purdy concordou e destacou a “rejeição total da codificação da sexualidade de uma única mulher trans”. Diana Tourjée, da Broadly, descreveu Fucking Trans Women como “inovador” e “icônico”. Usando o termo preferido de Bellwether para designar os canais inguinais, Tourjée escreveu que o zine “ajudou uma geração de mulheres trans pré ou não operadas a reivindicar suas ‘bocetas’ e a descobrir novas práticas sexuais que valorizam seus corpos de gênero”.

Nadler, da Autostraddle, afirmou que o zine foi uma das maiores influências em sua vida, escrevendo:
O foco do zine nos corpos de mulheres trans pré e não operadas, e como esses corpos se movem na cama, foi revelador. Ler FTW talvez tenha sido meu primeiro vislumbre de uma compreensão dos corpos das mulheres trans, como o meu, não como projetos incompletos ou visões perturbadoras, mas como algo que já carrega a capacidade de ser belo, sensual e sexual.
Ela também observou a dualidade do título do zine, que pode ser interpretado tanto como “como transar com mulheres trans” quanto como “mulheres trans que transam”. Kai Cheng Thom [en], da Xtra Magazine [en], falou sobre o impacto do zine em sua transição e na de outras pessoas, escrevendo: “FTW entrou diretamente no vácuo histórico que cercou a sexualidade das mulheres trans e brilhou como uma estrela guia. Escrito com a voz distintamente sem remorso, engraçada e ferozmente inteligente de Bellwether, FTW abordou o prazer das mulheres trans em nossos próprios termos, em um momento em que a sociedade dominante preferia que não tivéssemos sexualidade alguma”. Thom descreveu o zine como tendo um “status mítico”, sendo passado de uma mulher trans para outra como uma “tradição comunitária”.

## Segunda edição planejada
Bellwether não afirmou falar em nome de todas as mulheres trans, mas buscou retratar uma diversidade de experiências e solicitou contribuições de leitoras para complementar aspectos que não foram abordados. Ela reconheceu que as práticas descritas no zine podem não refletir as experiências ou desejos de todas as mulheres trans, declarando a Nadler: “Não é a história de todo mundo, mas é a minha história.” Fucking Trans Women #0 conclui com um chamado para submissões de conteúdo para uma próxima edição, incluindo temas como sexo anal, relações entre parceiros trans e BDSM.
No momento de sua morte, em 2022, Bellwether ainda desejava publicar pelo menos mais uma edição. No entanto, ela expressou frustração com a escassez de respostas à chamada para submissões, apesar da ampla popularidade da primeira edição na comunidade trans. Como resultado, ela defendeu a necessidade de um diálogo mais aberto dentro da comunidade, que tornasse possível para as mulheres trans escreverem de forma sincera e detalhada sobre suas vidas sexuais.